# Alabastron
Alabastron (starogrško ἀλάβαστρον, latinizirano: alabastron) je majhna keramična ali steklena posodica, ki se je v antičnem svetu uporabljala za shranjevanje olja, zlasti parfuma ali masažnega olja. Izvira iz starega Egipta iz okoli 11. stoletja pr. n. št. Izdelani so bili iz alabastra – od tod tudi ime –, nato so se prek antične Grčije razširili v druge dele klasičnega sveta.
Večina alabastronov ima ozko telo z zaobljenim koncem, ozek vrat in široka, ploska usta. Pogosto so bili brez ročajev, nekateri pa so imeli nekakšna ušesa, v katere so bile narejene luknje, skozi katere so bile napeljane vrvice, da jih je bilo lažje prenašati.
Zasnovo prvega egiptovskega alabastrona je navdihnila palma s slopasto obliko, kapitelom in stojalom. Poznejši so bili izdelani iz stekla, okrašeni z različnimi vzorci, kot so školjke pokrovače, venci ali abstraktni vzorci s krogi ali cikcak.
Okoli 7. stoletja pr. n. št. se je alabastron razširil v Grčijo in postal pomemben del antičnega grškega lončarstva. Poznali tri različne vrste:
- osnovna korintska trebušasta oblika, visoka približno 76–102 mm; priljubljeno obliko najdemo po vsej Grčiji;
- dolga in koničasta različica, pogosta v vzhodni grški, etruščanski in italijansko-korintski keramiki;
- atiški je bil približno 10–20 cm dolg z zaobljenim podstavkom in nastavkom za prenašanje.

Alabastron se je pojavil tudi v številnih drugih mestih v antičnem svetu, zlasti Asiriji, Siriji in Palestini , vsi verjetno navdahnjeni ali izvoženi iz Grčije in Egipta.
V sto letih po prihodu na območje so grški obrtniki postali mojstri krašenja srebrnega alabastrona, dolgega in ozkega, visok je bil 12–16 cm. Okrasje je običajno delilo vazo v štiri vodoravna območja, ki so bila ločena z ornamentalno črto v okrasne pasove.